# Нагорное (Первомайский район, Крым)
Наго́рное (до 1948 года участок № 75, позже Будённово; укр. Нагірне, крымскотат. Nagornoye, Нагорное) — исчезнувшее село в Первомайском районе Республики Крым, располагавшееся на юге района, в степной части Крыма, примерно в 3,5 километрах южнее современного села Войково.

## История
Еврейский переселенческий участок № 75 был образован, видимо, на рубеже 1930-х годов (поскольку впервые отмечен на карте по состоянию на 1931 год), в составе ещё Джанкойского района, видимо, тогда же был организован колхоз Будённого. Постановлением ВЦИК РСФСР от 30 октября 1930 года был создан Фрайдорфский еврейский национальный район (переименованный указом Президиума Верховного Совета РСФСР № 621/6 от 14 декабря 1944 года в Новосёловский) (по другим данным 15 сентября 1931 года) и село включили в его состав, а после разукрупнения в 1935-м и образования также еврейского национального Лариндорфского (с 1944 — Первомайский), село переподчинили новому району. Вскоре после начала отечественной войны часть еврейского населения Крыма была эвакуирована, из оставшихся под оккупацией большинство расстреляны.
С 25 июня 1946 года селение в составе Крымской области РСФСР. Указом Президиума Верховного Совета РСФСР от 18 мая 1948 года, участок № 75 переименовали в Будённово. 26 апреля 1954 года Крымская область была передана из состава РСФСР в состав УССР. В 1957 году Будённовку переименовали в Нагорное (согласно справочнику «Крымская область. Административно-территориальное деление на 1 января 1968 года» — в период с 1954 по 1968 годы). Ликвидировано до 1960 года, поскольку в «Справочнике административно-территориального деления Крымской области на 15 июня 1960 года» селение уже не значилось (согласно справочнику «Крымская область. Административно-территориальное деление на 1 января 1968 года» — с 1954 по 1968 годы, как село Войковского сельсовета.